# Playa de Levante (El Puerto de Santa María)
Levante es una playa virgen en El Puerto de Santa María, provincia de Cádiz (Andalucía, España). Es también conocida como Los Toruños. Está enclavada a lo largo del parque natural de la Bahía de Cádiz en la zona protegida de los Toruños (el parque metropolitano más extenso de Andalucía). Tiene alrededor de más de 5 km, empezando en el fin de la urbanización de Valdelagrana y termina en la desembocadura del río San Pedro, bordeando la punta de los Saboneses.

## Actividades

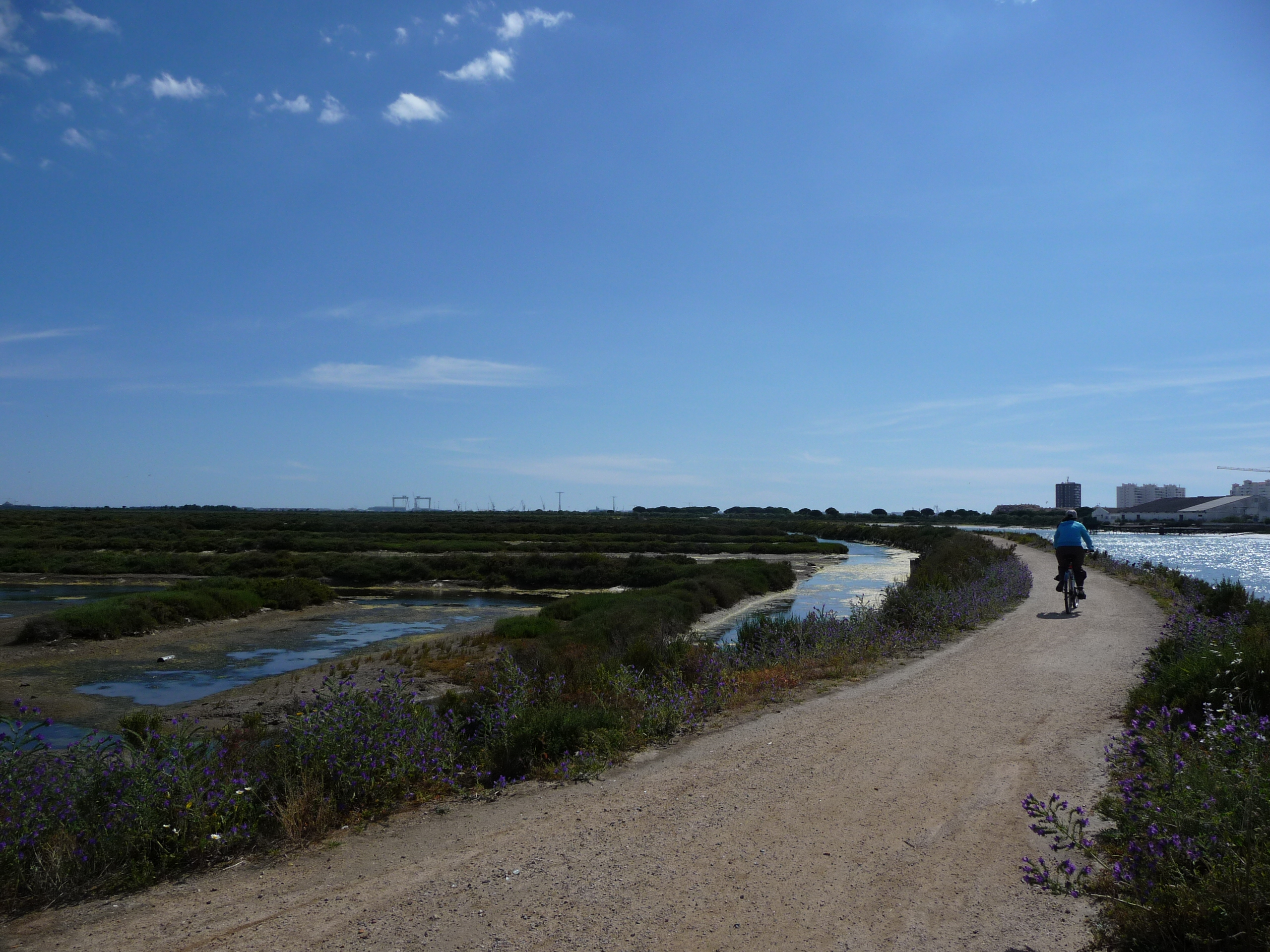
Ciclismo en las salinas.

En esta playa se practican deportes acuáticos como el surf, windsurf y el kitesurf los cuales causan impresión y diversión a los bañistas a la vez que sirve de reclamo al interés turístico y cultural para la ciudad.
Es un buen sitio de pesca y marisqueo, se capturan buenas piezas de lubina o róbalo, chirlas o navajas. Aunque hay que advertir que al ser parque natural estas y otras prácticas están prohibidas por la ley.
Dado que es zona de parque natural está acotada, se puede ir bien andando, puesto que está a la vera de la urbanización.
- Longitud de la playa: 4300 m
- Anchura media: 100 m
- Pendiente media: 7 %
- Tipo de Arena: Arena fina – color dorada
- Dispositivos: Embarcación de socorrismo (frente al río).

Recientemente se ha aprobado la oferta de recorridos culturales por el patrimonio histórico de la zona: salinas medievales de La Algaida, los túneles de la Compañía Siderúrgica Andaluza y la zona de acampada del ejército napoleónico en el siglo XIX
Hay habilitados varios senderos, destacando el antiguo trazado de la vía férrea Jerez-Trocadero (la primera de Andalucía).